# Filmografia della Hepworth
Di seguito sono elencati i film prodotti e distribuiti dalla casa di produzione e distribuzione Hepworth. Secondo l'Internet Movie Database, la casa produsse 922 film tra il 1898 e il 1926; ne distribuì 491 tra il 1900 e il 1924
1898 – 1899 – 1900 – 1901 – 1902 – 1903 – 1904 – 1905 – 1906 – 1907 – 1908 – 1909 – 1910 – 1911 – 1912 – 1913 – 1914 – 1915 – 1916 – 1917 – 1918 – 1919 – 1920 – 1921 – 1922 – 1923 – 1924

## 1898
- Express Train on a Railway Cutting, regia di Cecil M. Hepworth (1898)
- Two Fools in a Canoe, regia di Cecil M. Hepworth (1898)
- The Quarrelsome Anglers, regia di Cecil M. Hepworth (1898)
- The Immature Punter, regia di Cecil M. Hepworth (1898)
- Exchange Is No Robbery, regia di Cecil M. Hepworth (1898)
- An Interrupted Picnic, regia di Cecil M. Hepworth (1898)

## 1899
- Wrestling Match (1899)
- Wargrave (1899)
- Visitors Challenge Cup Race: Final Heat (1899)
- View from Rear of Train Passing Through a Tunnel (1899)
- View from an Engine Front: Meldon Viaduct (1899)
- Victoria Cross Race by Military Cyclists (1899)
- Up Exeter Incline (1899)
- Under Staines Bridge (1899)
- Under Saltash Bridge (1899)
- Train Leaving Tunnel (1899)
- Training Ship and Saltash Bridge (1899)
- Through a Double Tunnel (1899)
- The Prize Fight: The Knockout (1899)
- The Prize Fight: The First Round (1899)
- The Prince of Wales at Windsor Agricultural Show (1899)
- The Kiss, regia di Cecil M. Hepworth (1899)
- The Crowd After a Race (1899)
- Thames River Scene, regia di Cecil M. Hepworth (1899)
- Thames Panorama Under Chertsey Bridge (1899)
- Thames Challenge Cup Race: Final Heat (1899)
- S.S. New York Leaving Southampton Docks (1899)
- Shiplake and the Druid's Cave (1899)
- Shilla Mill Tunnel (1899)
- Royal Ascot: The Race for the New Stakes (1899)
- Royal Ascot: The Race for the Gold Cup (1899)
- Rocks and Rough Sea (1899)
- Procession of Prize Cattle (1899)
- Pleasure Yachts and Boat-Cars (1899)
- Panorama of Warships in Dock (1899)
- Panorama of the Crowded River (1899)
- Panorama of Devonport (1899)
- Panorama of a Devonshire River (1899)
- Panorama of a Cornish Mining Village (1899)
- Over the Tavy Bridge (1899)
- One Mile Championship Bicycle Race (1899)
- Musical Ride by Ladies: Wheeling (1899)
- Musical Ride by Ladies (1899)
- Musical Drill (1899)
- Mud Larks (1899)
- Mounting and Dismounting a Three-Ton Gun (1899)
- Military Cyclist's Obstacle Handicap (1899)
- Marsh Lock (1899)
- Magna Charta Island and Panorama of Houseboats (1899)
- Macaroni Competition (1899)
- Lord Roberts Unveils Statue of Queen Victoria (1899)
- Ladies' Tortoise Race (1899)
- Ladies' Challenge Plate Race (1899)
- In the Paddock
- Hurdle Race and Three-Legged Race (1899)
- Horse Jumping Competition (1899)
- H.M.S. Ocean Preparing for Trial Trip (1899)
- H.M.S. Camperdown (1899)
- Grand Challenge Cup Race: Final Heat (1899)
- Grand Challenge Cup Race: An Early Heat (1899)
- Frigates in Harbour (1899)
- Floral Parade of Lady Cyclists (1899)
- Express Trains (1899)
- Drive Past of Four-in-Hands (1899)
- Donkey Race (1899)
- Diamond Challenge Sculls Race: Final Heat (1899)
- Devonshire Scenery (1899)
- Departure of a Steamer (1899)
- Cycle Polo Match
- Comic Costume Race for Cyclists (1899)
- Cockade Fight on Cycles (1899)
- C.I.V.S Marching Aboard S.S. Garth Castle (1899)
- Canoe Rescue Race (1899)
- Boat Race (1899)
- Boating Scene at the Seaside (1899)
- Blackpool: The Parade (1899)
- Blackpool: Panorama of the Sea Front (1899)
- Arrival of Trainload of Visitors at Henley Station (1899)
- Arrival of S.S. Westward Ho in Harbour (1899)
- Arrival of S.S. Lady Margaret at Ilfracombe (1899)
- Arrival of an Excursion Steamer (1899)
- A Crowded Course (1899)

## 1900
- Wiping Something Off the Slate, regia di Cecil M. Hepworth (1900)
- Walking the Greasy Pole, Further Efforts (1900)
- Walking the Greasy Pole (1900)
- View from Side of a Train (1900)
- Unfurling Sail (1900)
- Trotting Match (1900)
- Troops Going to South Africa (1900)
- Train Load of C.I.V.S Leaving Southampton for London (1900)
- The Use of Italian Sabres (1900)
- The Solar Eclipse (1900)
- The Queen's Visit to Dublin
- The Conjuror and the Boer
- The British Navy
- The British Army
- Tent Pegging Competition
- Tangier, the Market Place
- Tangier, the Landing Stage
- Sword v. Sword
- Street Scene in Algiers
- Sail Drill on a Training Ship
- Royal Horse Artillery and Mounted Dragoons Galloping
- Rough Sea
- Razing a Factory Chimney
- Raising a Big Gun
- Queen Victoria's Visit to Dublin
- Pillow Fight on the S.Y. Argonaut
- Physical Drill: Vaulting Horse
- Physical Drill, Indian Clubs
- Panorama of the Paris Exposition No. 1
- Panorama of the Paris Exposition No. 2
- Panorama of the Paris Exposition No. 3
- On the Horizontal Bar
- March Past of the Lancers
- March Past of Mounted Dragoons
- March Past of a Field Battery
- Manipulating a Huge Gun
- London by Night (1900)
- Loading a Big Gun
- Lemon Cutting Competition
- Jack Tar Plays at Leap Frog
- Jack on the Parallel Bars
- Infantry Marching
- H.M.S. Powerful Arriving in Portsmouth Harbour
- Handy Men Firing the 4.7
- Greasy Pole Competition
- Galloping Competition
- Furling Sail on H.M.S. St. Vincent
- Firing Modern Field Guns
- Firing a Nine-Pounder Gun
- Firing a Maxim Gun
- Firing a Field Gun
- Films of the Paris Exhibition
- Fencing: Sword v. Sword Dismounted
- Express Trains at Dawlish
- Express Train and Slip Carriage
- Express Train
- Exercise with the Bar Bells
- Dover Pier in a Storm
- Dartmouth Ferry Boat
- Company Drill at Eastney Barracks
- Company Drill and Firing Exercises
- Cock Fight on the S.Y. Argonaut
- C.I.V.S Playing Leap Frog
- C.I.V.S Killing Time on Their Voyage Home
- C.I.V.S Disembarking at Southampton
- C.I.V. Procession: The Sick and the Wounded
- C.I.V. Procession: The Battery
- C.I.V. Procession: Second Half of the Battalion
- C.I.V. Procession: Cyclists and Infantry
- Breaking Waves
- Bluejackets Skirmishing
- Bluejackets Marching Down an Incline
- Bluejackets Firing a Breech Loader
- Bayonet Exercise
- Arrival of H.M.S. Powerful
- A 25-Pounder Siege Gun
- The Punter's Mishap
- The Gunpowder Plot, regia di Cecil M. Hepworth (1900)
- The Egg-Laying Man, regia di Cecil M. Hepworth (1900)
- Leapfrog As Seen by the Frog, regia di Cecil M. Hepworth (1900)
- How It Feels to Be Run Over, regia di Cecil M. Hepworth (1900)
- Explosion of a Motor Car, regia di Cecil M. Hepworth (1900)
- Clown and Policeman, regia di Cecil M. Hepworth (1900)
- Topsy-Turvy Villa, regia di Cecil M. Hepworth (1900)
- The Sluggard's Surprise, regia di Cecil M. Hepworth (1900)
- The Electricity Cure, regia di Cecil M. Hepworth (1900)
- The Eccentric Dancer, regia di Cecil M. Hepworth (1900)
- The Comic Grimacer, regia di Cecil M. Hepworth (1900)
- The Burning Stable, regia di Cecil M. Hepworth (1900)
- The Beggar's Deceit, regia di Cecil M. Hepworth (1900)
- The Bathers

## 1901
- The Race for the Derby (1901)
- The Phantom Rides (1901)
- The Great Strike at Grimsby (1901)
- The Flag of Britain (1901)
- Starting from Victoria Station (1901)
- Royal Procession Passing Along the Mall (1901)
- Royal Procession Leaving the Horse Guards (1901)
- Royal Procession in Grosvenor Place (1901)
- Return of Lord Roberts (1901)
- Queen's Funeral Procession at Cowes, regia di Cecil M. Hepworth (1901)
- Passing Marble Arch (1901)
- Passing Into Windsor Park (1901)
- Leaving Victoria Station (1901)
- Funeral of Queen Victoria, regia di Cecil M. Hepworth (1901)
- Disappointed London, regia di Cecil M. Hepworth (1901)
- Departure for Australia of the Duke and Duchess of Cornwall and York (1901)
- Crossing the Solent (1901)
- Arrival of the Ophir and Departure by Train from Portsmouth (1901)
- The Indian Chief and the Seidlitz Powder, regia di Cecil M. Hepworth (1901)
- Interior of a Railway Carriage - Bank Holiday, regia di Cecil M. Hepworth (1901)
- How the Burglar Tricked the Bobby, regia di Cecil M. Hepworth (1901)
- The Glutton's Nightmare, regia di Percy Stow (1901)

## 1902
- Visit of the King and Queen to Dartmouth (1902)
- Three Cheers for the King (1902)
- The Queen's Own Coronation Bazaar (1902)
- The Quarrelsome Couple, regia di Percy Stow (1902)
- The Naval Review: Progress of the Royal Yacht (1902)
- The Music Hall Sports at Herne Hill (1902)
- The King's Procession Crossing Horse Guards Parade (1902)
- The King's Procession Around London, diretto da Cecil M. Hepworth (1902)
- The German Emperor: Review at Shorncliffe (1902)
- The Donkey Derby (1902)
- The Countryman and the Flute, regia di Percy Stow (1902)
- That Eternal Ping-Pong, regia di Percy Stow (1902)
- Thanksgiving Service at St. Paul's (1902)
- State Carriages and Prince of Wales in Whitehall, regia di Cecil M. Hepworth (1902)
- Review of Troops at Woolwich (1902)
- Review of the Guards (1902)
- Review by the Queen and the Prince of Wales (1902)
- Return Procession in Parliament Square, regia di Cecil M. Hepworth (1902)
- Return of the Terrible (1902)
- Queen Alexandra Launching H.M.S. Queen (1902)
- Procession on London Bridge (1902)
- Prince of Wales's Procession in Whitehall (1902)
- Prince of Wales Reviewing the Boys' Brigade (1902)
- Prince and Princess of Wales (1902)
- Portrait of King and Queen (1902)
- March Past of the Troops (1902)
- Lord Kitchener (1902)
- Kitchener's Arrival at Southampton (1902)
- King's Procession Passing Along Whitehall (1902)
- King at Guildhall (1902)
- Indian Troops Marching Down Constitution Hill (1902)
- Indian Review: Grand March Past (1902)
- Indian Review: Arrival of the Royal Parties (1902)
- Departure of Mr. Chamberlain for South Africa (1902)
- Champion Pie Eaters (1902)
- Bathing Made Easy, regia di Cecil M. Hepworth (1902)
- Arrival of the Troops (1902)
- Arrival of the Shah in London, regia di Cecil M. Hepworth (1902)
- Arrival of the Royal Party in the Mall, regia di Cecil M. Hepworth (1902)
- The Call to Arms, regia di Cecil M. Hepworth (1902)
- When Daddy Comes Home, regia di Percy Stow (1902)
- The Frustrated Elopement, regia di Percy Stow (1902)
- The Coster and His Donkey, regia di Percy Stow (1902)
- Peace with Honour, regia di Cecil M. Hepworth e Percy Stow (1902)
- How to Stop a Motor Car, regia di Percy Stow (1902)

## 1903
- Whitehall (1903)
- Waterfalls of Lotefoss and Espelandfoss (1903)
- Visit to the Manchester Ship Canal (1903)
- Visit of President Loubet: Review at Aldershot (1903)
- Visit of President Loubet: Arrival at Dover and London (1903)
- Vaulting Horse (1903)
- Up the Drackenfels by Cogwheel Railway (1903)
- Trooping of the Colour (1903)
- The Start, regia di Cecil M. Hepworth (1903)
- The Prince of Wales and the New Electric Tramway (1903)
- The Launch of Shamrock III (1903)
- The Lady Thief and the Baffled Bobbies, regia di Percy Stow (1903)
- The Finishing Point (1903)
- The Fighting Fifth at Physical Drill (1903)
- Stock Exchange Walk from London to Brighton (1903)
- Sternberg to Stolzenfels (1903)
- Stag Hunt (1903)
- Spar Boxing (1903)
- Snapshots at the Seaside, regia di Cecil M. Hepworth (1903)
- Schloss Hammerstein to Linz (1903)
- Scenes at Holyrood Palace (1903)
- Royal Party at Belfast (1903)
- Progress of the Race (1903)
- Presentation of Medals to Black Watch (1903)
- Pfalzlurlei to St. Goarhausen (1903)
- Panorama of the River Tyne (1903)
- Panorama of Molde
- Panorama of Bergen
- Naero Valley
- March Past of Cameron Highlanders (1903)
- Levee at Dublin Castle (1903)
- Launch of the Battleship King Edward VII (1903)
- Königswinter to Cologne (1903)
- Horse Guards Parade
- Hardanger and Geiranger Fjords (1903)
- Getting Up Made Easy, regia di Percy Stow (1903)
- Football Match: England v. Scotland
- Comic Boxing and Wrestling
- Cologne: The Corpus Christi Procession
- Coblenz to Leutesdorf
- Clog Dancing
- Birthday Procession of a Maharajah
- Bathing and Paddling
- Bank Holiday Fair
- Arrival of the King and Queen of Italy at Portsmouth (1903)
- Arrival of King and Queen at Edinburgh (1903)
- Arrival at Southampton of Joseph Chamberlain MP (1903)
- Arrival at Kingstown and Dublin
- A Day with the Hop Pickers
- The Absent-Minded Bootblack
- Only a Face at the Window, regia di Percy Stow (1903)
- Alice in Wonderland, regia di Cecil M. Hepworth, Percy Stow (1903)
- The Revolving Table, regia di Percy Stow (1903)
- The Tragical Tale of a Belated Letter, regia di Percy Stow (1903)
- The Neglected Lover and the Stile, regia di Percy Stow (1903)
- The Knocker and the Naughty Boys, regia di Percy Stow (1903)
- The Adventures of a Bill Poster, regia di Percy Stow (1903)
- Fun at the Barber's, regia di Percy Stow (1903)
- The Unclean World, regia di Percy Stow (1903)
- The Devonshire Hunt
- The Devonshire Fair
- Start of the Gordon-Bennet Cup Race
- At Terrific Speed
- A Terrific Race
- At Brighton Beach
- A Free Ride, regia di Percy Stow (1903)
- Hop Picking (1903)
- The Unexpected Bath, regia di Cecil M. Hepworth (1903)
- Saturday Shopping, regia di Cecil M. Hepworth (1903)
- Firemen to the Rescue, regia di Cecil M. Hepworth (1903)
- Automobile Explosion (1903)
- An Up-to-Date Studio, regia di Percy Stow (1903)
- The Joke That Failed, regia di Percy Stow (1903)
- Stop That Bus!, regia di Percy Stow (1903)

## 1904
- Waterfalls of Wales (1904)
- Washing an Indian Baby (1904)
- Tug of War (1904)
- Train Panorama Tientsin (1904)
- The Story of a Piece of Slate (1904)
- The North Sea Outrage (1904)
- The Fighting Fifth at Bayonet Exercise (1904)
- Railway Station in Kioto (1904)
- Picking Strawberries (1904)
- Petticoat Lane on Sunday (1904)
- Paris from the Seine (1904)
- Panoramas of the River Dart: Totnes to Dittisham (1904)
- Panoramas of the River Dart: Dittisham to Dartmouth (1904)
- Panorama of the City of Bristol (1904)
- Panorama of Paris (1904)
- Panorama of Hong Kong (1904)
- Panorama of Blackpool (1904)
- Out with the Fox and Hounds (1904)
- Launch of a Japanese Battleship (1904)
- Japanese Laundry (1904)
- Japanese Geisha Girls (1904)
- Japanese Dancing Girls (1904)
- Indian Religious Dance (1904)
- Funeral of the Victims (1904)
- Funeral of the Heroes of the Submarine A.1 (1904)
- Funeral of the Duke of Cambridge (1904)
- Food for the Japanese Army (1904)
- Decorated Cycles (1904)
- College Sports (1904)
- Coaling a Battleship at Nagasaki (1904)
- Chinese Women Spinning (1904)
- Chemulpho (1904)
- A Ride on a Toy Railway (1904)
- A Punch and Judy Show in the Far East (1904)
- A Phantom Ride on the Cambrian Coast (1904)
- A Lifeboat Procession (1904)
- A Fire Turn Out (1904)
- A Day in the Hayfields, regia di Cecil Hepworth (1904)
- Two Leap Year Proposals, regia di Lewin Fitzhamon (1904)
- The Stolen Puppy, regia di Lewin Fitzhamon (1904)
- The Parson's Cookery Lesson, regia di Lewin Fitzhamon (1904)
- The Haunted Oak, regia di Lewin Fitzhamon (1904)
- The Coster's Wedding, regia di Lewin Fitzhamon (1904)
- After the 'Oliday, regia di Lewin Fitzhamon (1904)
- The Great Servant Question, regia di Lewin Fitzhamon (1904)
- A Rough Time for the Broker, regia di Lewin Fitzhamon (1904)
- The Slavey's Dream, regia di Lewin Fitzhamon (1904)
- The Honeymoon: First, Second and Third Class, regia di Lewin Fitzhamon (1904)
- When the Sleeper Wakes, regia di Lewin Fitzhamon (1904)
- The Press Illustrated, regia di Lewin Fitzhamon (1904)
- Japanese School Children (1904)
- Japanese Procession of State (1904)
- College Sports in England (1904)
- The Bewitched Traveller, regia di Lewin Fitzhamon e Cecil M. Hepworth (1904)
- The Spoilt Child, regia di Lewin Fitzhamon (1904)
- The Lover's Crime, regia di Lewin Fitzhamon (1904)
- A Cheap Boot Store, regia di Lewin Fitzhamon (1904)
- The Nigger Boy's Revenge, regia di Lewin Fitzhamon (1904)
- The Confidence Trick, regia di Lewin Fitzhamon (1904)
- Decoyed, regia di Lewin Fitzhamon (1904)
- An Englishman's Trip to Paris from London, regia di Lewin Fitzhamon (1904)
- Won by Strategy, regia di Lewin Fitzhamon (1904)
- Lady Plumpton's Motor Car, regia di Lewin Fitzhamon (1904)
- His Superior Officer, regia di Lewin Fitzhamon (1904)
- Don't Interfere witha Coalheaver, regia di Lewin Fitzhamon (1904)
- A Race for a Kiss, regia di Lewin Fitzhamon (1904)
- A Den of Thieves, regia di Lewin Fitzhamon (1904)
- The Lover's Ruse, regia di Lewin Fitzhamon (1904)
- The Story of Two Christmasses, regia di Lewin Fitzhamon (1904)
- For the Hand of a Princess, regia di Lewin Fitzhamon (1904)

## 1905
- Train Ride in North Wales (1905)
- The Royal Wedding at Windsor, regia di Cecil M. Hepworth (1905)
- The Puppies (1905)
- The Other Side of the Hedge, regia di Lewin Fitzhamon (1905)
- The Naughty Boys and the Curate (1905)
- The London Press (1905)
- The King of Spain's Review, regia di Cecil M. Hepworth (1905)
- The Derby, regia di Cecil M. Hepworth (1905)
- The Derby 1905 (1905)
- Royal Review of the Scottish Volunteers (1905)
- Lost, Stolen or Strayed, regia di Lewin Fitzhamon (1905)
- Launching of Japanese Battleship Katori (1905)
- Japanese Funeral (1905)
- Indian Babies' Bath (1905)
- Imp No. 2 (1905)
- Fire Engines at Work: Water Towers (1905)
- Ffestiniog Railway
- England's Welcome to the French Squadron: Panorama of the French Fleet in Portsmouth Harbour (1905)
- England's Welcome to the French Squadron: London's Welcome to Admiral Caillard (1905)
- Departure of Prince and Princess Arisugawa (1905)
- Bathers Will Be Prosecuted, regia di Lewin Fitzhamon (1905)
- Baby's Toilet, regia di Cecil M. Hepworth (1905)
- The Two Imps, regia di Lewin Fitzhamon (1905)
- The Amateur Architect, regia di Lewin Fitzhamon (1905)
- Poison or Whiskey, regia di Lewin Fitzhamon (1905)
- An Interrupted Honeymoon, regia di Lewin Fitzhamon (1905)
- The Rival Sportsmen, regia di Lewin Fitzhamon (1905)
- Paint and Perfidy, regia di Lewin Fitzhamon (1905)
- Only Her Brother, regia di Lewin Fitzhamon (1905)
- Charity Covers a Multitude of Sins, regia di Lewin Fitzhamon (1905)
- Table Turning, regia di Lewin Fitzhamon (1905)
- Falsely Accused, regia di Lewin Fitzhamon (1905)
- A Terrible Flirt, regia di Lewin Fitzhamon (1905)
- The Reluctant Bridegroom, regia di Lewin Fitzhamon (1905)
- The Duel, regia di Lewin Fitzhamon (1905)
- Rehearsing a Play, regia di Lewin Fitzhamon (1905)
- False Money, regia di Lewin Fitzhamon (1905)
- A Battle of Cauliflowers', regia di Lewin Fitzhamon (1905)
- Rescued by Rover, regia di Cecil M. Hepworth (1905)
- Two Sentimental Tommies, regia di Lewin Fitzhamon (1905)
- The Inquisitive Boots, regia di Lewin Fitzhamon (1905)
- The Annual Trip of the Mothers' Meeting, regia di Lewin Fitzhamon (1905)
- Children v. Earthquakes - Earthquakes Preferred, regia di Lewin Fitzhamon (1905)
- The Death of Nelson, regia di Lewin Fitzhamon (1905)
- Prehistoric Peeps, regia di Lewin Fitzhamon (1905)
- What the Curate Really Did, regia di Lewin Fitzhamon (1905)
- Rover Takes a Call, regia di Lewin Fitzhamon (1905)
- How the Tramps Tricked the Motorist, regia di Lewin Fitzhamon (1905)
- The Stolen Guy, regia di Lewin Fitzhamon (1905)
- The Aliens' Invasion, regia di Lewin Fitzhamon (1905)
- Lodgings to Let, regia di Lewin Fitzhamon (1905)
- The Babes in the Wood, regia di Lewin Fitzhamon (1905)
- International Exchange, regia di Lewin Fitzhamon (1905)
- The Villain's Wooing, regia di Lewin Fitzhamon (1905)
- The Burglar's Boy, regia di Lewin Fitzhamon (1905)

## 1906
- The Voter's Guide (1906)
- The Tramp's Dream, regia di Lewin Fitzhamon (1906)
- The Fishing Industry (1906)
- A Day with the Gipsies (1906)
- The Truant's Capture, regia di Percy Stow (1906)
- The Rivals, regia di Lewin Fitzhamon (1906)
- The Best Little Girl in the World, regia di Lewin Fitzhamon (1906)
- A Tragedy of the Sawmills, regia di Lewin Fitzhamon (1906)
- A Peasant Girl's Revenge, regia di Lewin Fitzhamon (1906)
- A Cure for Lumbago, regia di Lewin Fitzhamon (1906)
- Cupid and the Widow, regia di Lewin Fitzhamon (1906)
- A Poet and His Babies, regia di Lewin Fitzhamon (1906)
- The Kidnapper and the Child, regia di Lewin Fitzhamon (1906)
- In the Summer Time, regia di Lewin Fitzhamon (1906)
- Dick Turpin's Ride to York, regia di Lewin Fitzhamon (1906)
- When Father Eloped with Cook (1906)
- The Valet Who Stole the Tobacco, regia di Lewin Fitzhamon (1906)
- The Pirate Ship, regia di Lewin Fitzhamon (1906)
- An Episode of the Derby, regia di Lewin Fitzhamon (1906)
- The Squatter's Daughter, regia di Lewin Fitzhamon (1906)
- The Pill Maker's Mistake, regia di Lewin Fitzhamon (1906)
- The Burglar and the Cat, regia di Lewin Fitzhamon (1906)
- His Daughter and His Gold, regia di Lewin Fitzhamon (1906)
- When Jenkins Washed Up, regia di Lewin Fitzhamon (1906)
- Black Beauty, regia di Lewin Fitzhamon (1906)
- The Fatal Leap, regia di Lewin Fitzhamon (1906)
- The Burglar and the Judge, regia di Lewin Fitzhamon (1906)
- Our New Policeman, regia di Lewin Fitzhamon (1906)
- The Lucky Necklace, regia di Lewin Fitzhamon (1906)
- The Brigands, regia di Lewin Fitzhamon (1906)
- Just in Time, regia di Lewin Fitzhamon (1906)
- A Grandchild's Devotion, regia di Lewin Fitzhamon (1906)
- After the Matinee, regia di Lewin Fitzhamon (1906)
- The Magic Ring, regia di Lewin Fitzhamon (1906)
- The Jerry-Built House, regia di Lewin Fitzhamon (1906)
- The Doll Maker's Daughter, regia di Lewin Fitzhamon (1906)
- Little Meg and the Wonderful Lamp, regia di Lewin Fitzhamon (1906)
- Harlequinade, regia di Lewin Fitzhamon (1906)

## 1907
- The Pneumatic Policeman, regia di Frank Wilson (1907)
- The Green Dragon, regia di Lewin Fitzhamon (1907)
- The Busy Man, regia di Lewin Fitzhamon (1907)
- Her Friend the Enemy, regia di Lewin Fitzhamon (1907)
- Burglars at the Ball, regia di Lewin Fitzhamon (1907)
- The Nun, regia di Lewin Fitzhamon (1907)
- Pillage by Pillar Box, regia di Lewin Fitzhamon (1907)
- The Doll's Revenge, regia di Cecil M. Hepworth (1907)
- A Smart Capture, regia di Lewin Fitzhamon (1907)
- A Feather in His Cap, regia di Lewin Fitzhamon (1907)
- The Fraudulent Solicitor, regia di Lewin Fitzhamon (1907)
- The Artist's Model, regia di Lewin Fitzhamon (1907)
- Not Such a Fool As He Looks, regia di Lewin Fitzhamon (1907)
- A Father's Vengeance, regia di Lewin Fitzhamon (1907)
- Young Scamps, regia di Lewin Fitzhamon (1907)
- Kidnapped, regia di Lewin Fitzhamon (1907)
- A Lover's Quarrel, regia di Lewin Fitzhamon (1907)
- The New Dress, regia di Lewin Fitzhamon (1907)
- The Milkman's Wedding, regia di Lewin Fitzhamon (1907)
- The Man Who Could Not Commit Suicide, regia di Lewin Fitzhamon (1907)
- The Boaster, regia di Lewin Fitzhamon (1907)
- The Absent Minded Man, regia di Lewin Fitzhamon (1907)
- That Fatal Sneeze, regia di Lewin Fitzhamon (1907)
- Sister Mary Jane's Top Note, regia di Lewin Fitzhamon (1907)
- Never Complain to Your Laundress, regia di Lewin Fitzhamon (1907)
- Hair Restorer, regia di Lewin Fitzhamon (1907)
- The Tramp's Revenge, regia di Lewin Fitzhamon (1907)
- The Madman's Bride, regia di Lewin Fitzhamon (1907)
- The Ghosts' Holiday, regia di Lewin Fitzhamon (1907)
- Simpkin's Saturday Off, regia di Lewin Fitzhamon (1907)
- Mischievous Girls, regia di Lewin Fitzhamon (1907)
- Dumb Sagacity, regia di Lewin Fitzhamon (1907)
- Drink, regia di Lewin Fitzhamon (1907)
- A Tramp's Dream of Wealth, regia di Lewin Fitzhamon (1907)
- A Soldier's Jealousy, regia di Lewin Fitzhamon (1907)
- A Seaside Girl, regia di Lewin Fitzhamon (1907)
- A Sailor's Lass, regia di Lewin Fitzhamon (1907)
- A Modern Don Juan', regia di Lewin Fitzhamon (1907)
- The Sticky Bicycle, regia di Lewin Fitzhamon (1907)
- The Artful Lovers, regia di Lewin Fitzhamon (1907)
- Rebellious Schoolgirls, regia di Lewin Fitzhamon (1907)
- A Letter in the Sand, regia di Lewin Fitzhamon (1907)
- The Viking's Bride, regia di Lewin Fitzhamon (1907)
- The Stolen Bridle, regia di Lewin Fitzhamon (1907)
- The Heavenly Twins, regia di Lewin Fitzhamon (1907)
- Serving the Writ, regia di Lewin Fitzhamon (1907)
- Preserving Edwin, regia di Lewin Fitzhamon (1907)
- Johnny's Gun, regia di Lewin Fitzhamon (1907)
- Dying of Thirst, regia di Lewin Fitzhamon (1907)
- Cinderella, regia di Lewin Fitzhamon (1907)
- A Painless Extraction, regia di Lewin Fitzhamon (1907)

## 1909
- The Dog Came Back, regia di Lewin Fitzhamon (1909)
- No More Hats Wanted, regia di Lewin Fitzhamon (1909)
- Last Year's Timetable, regia di Lewin Fitzhamon (1909)
- In the Service of the King, regia di Lewin Fitzhamon (1909)
- A Present for Her Husband, regia di Lewin Fitzhamon (1909)
- A Plucky Little Girl, regia di Lewin Fitzhamon (1909)
- A Friend in Need, regia di Lewin Fitzhamon (1909)
- Why Father Learned to Ride, regia di Lewin Fitzhamon (1909)
- The Spoilt Child, regia di Lewin Fitzhamon (1909)
- The Rival Mesmerist, regia di Lewin Fitzhamon (1909)
- The Lost Memory, regia di Lewin Fitzhamon (1909)
- Mother-in-Law Has All the Luck, regia di Lewin Fitzhamon (1909)
- All's Fair in Love and War, regia di Lewin Fitzhamon (1909)
- The Shepherd's Dog, regia di Lewin Fitzhamon (1909)
- The Cat Came Back, regia di Lewin Fitzhamon (1909)
- The Cabman's Good Fairy, regia di Lewin Fitzhamon (1909)
- That Marvellous Gramophone, regia di Lewin Fitzhamon (1909)
- A Woman's Vanity, regia di Theo Bouwmeester (Theo Frenkel) (1909)
- Bailiff Makes a Seizure, regia di Theo Frenkel (1909)
- When Thieves Fall Out, regia di Theo Frenkel (1909)
- The Wrong Coat, regia di Theo Bouwmeester (Theo Frenkel) (1909)
- The Special Licence, regia di Theo Bouwmeester (Theo Frenkel) (1909)
- The Miser and the Child, regia di Lewin Fitzhamon (1909)
- The Gypsy Child, regia di Lewin Fitzhamon (1909)
- The Dentist's Daughter, regia di Lewin Fitzhamon (1909)
- The Bailiff and the Dressmakers, regia di Theo Bouwmeester (Theo Frenkel) (1909)
- A Pair of Truants, regia di Lewin Fitzhamon (1909)
- Too Much Lobster, regia di Lewin Fitzhamon (1909)
- The Villain's Downfall, regia di Lewin Fitzhamon (1909)
- The Treacherous Policeman, regia di Theo Bouwmeester (Theo Frenkel) (1909)
- The Fickle Husband and the Boy, regia di Lewin Fitzhamon (1909)
- The Fancy Dress Ball, regia di Lewin Fitzhamon (1909)
- The Dog and the Bone, regia di Frank Wilson (1909)
- The Curate at the Races, regia di Lewin Fitzhamon (1909)
- Invisibility, regia di Lewin Fitzhamon e Cecil M. Hepworth (1909)
- His Only Friend, regia di Lewin Fitzhamon (1909)
- Farmer Jones Goes to the Market (1909)
- Within an Ace, regia di Theo Frenkel (1909)
- Why Tommy Was Late for School, regia di Walter R. Booth (1909)
- Two Bad Boys, regia di Frank Wilson (1909)
- The Story of a Picture, regia di Lewin Fitzhamon (1909)
- The Rivals, regia di Lewin Fitzhamon (1909)
- The Race for the Farmer's Cup, regia di Lewin Fitzhamon (1909)
- The Luck of the Cards, regia di Theo Bouwmeester (Theo Frenkel) (1909)
- The Inexperienced Angler, regia di Frank Wilson (1909)
- The Boy and His Kite, regia di Lewin Fitzhamon (1909)
- Only a Tramp, regia di Theo Bouwmeester (Theo Frenkel) (1909)
- One Good Turn Deserves Another, regia di Theo Bouwmeester (Theo Frenkel) (1909)
- Baiting the Bobby, regia di Lewin Fitzhamon (1909)
- A Man and His Bees, regia di Lewin Fitzhamon (1909)
- The Spy, regia di Lewin Fitzhamon (1909)
- The Ranch Owner's Daughter, regia di Lewin Fitzhamon (1909)
- The New Servant, regia di Theo Bouwmeester (Theo Frenkel) (1909)
- Saved by the Telegraph, regia di Lewin Fitzhamon (1909)
- Salome Mad, regia di Theo Bouwmeester (Theo Frenkel) (1909)
- Necessity Is the Mother of Invention, regia di Lewin Fitzhamon (1909)
- Mistaken Identity, regia di Theo Bouwmeester (Theo Frenkel) (1909)
- A Cheap Removal, regia di Lewin Fitzhamon (1909)
- The Meanest Man on Earth, regia di Lewin Fitzhamon (1909)
- The Little Milliner and the Thief, regia di Lewin Fitzhamon (1909)
- The Jewel Thieves, regia di Lewin Fitzhamon (1909)
- The Burglar and the Child, regia di Theo Bouwmeester (Theo Frenkel) (1909)
- The Boys and the Purse, regia di Lewin Fitzhamon (1909)
- Teaching a Husband a Lesson, regia di Theo Bouwmeester (Theo Frenkel) (1909)
- Farmer Giles' Visit to London, regia di Theo Bouwmeester (Theo Frenkel) (1909)
- The Wrong Cab, regia di Lewin Fitzhamon (1909)
- The Sorrows of a Chaperone, regia di Lewin Fitzhamon (1909)
- The Penalty of Beauty, regia di Lewin Fitzhamon (1909)
- The Gypsy Lover, regia di Lewin Fitzhamon (1909)
- The Curse of Money, regia di Theo Bouwmeester (Theo Frenkel) (1909)
- Robbing the Widowed and Fatherless, regia di Theo Bouwmeester (Theo Frenkel) (1909)
- Mary Jane's Loves, regia di Lewin Fitzhamon (1909)
- The Stolen Clothes, regia di Lewin Fitzhamon (1909)
- The Gypsy's Baby, regia di Lewin Fitzhamon (1909)
- The Fatal Appetiser, regia di Lewin Fitzhamon (1909)
- Fellow Clerks, regia di Theo Bouwmeester (Theo Frenkel) (1909)
- A Pair of Desperadoes, regia di Lewin Fitzhamon (1909)
- A Narrow Escape from Lynching, regia di Theo Bouwmeester (Theo Frenkel) (1909)
- A Father's Mistake, regia di Theo Bouwmeester (Theo Frenkel) (1909)
- A Drunkard's Son, regia di Lewin Fitzhamon (1909)
- The Sleepwalker, regia di Theo Bouwmeester (Theo Frenkel) (1909)
- The Faithful Clock, regia di Lewin Fitzhamon (1909)
- The Blind Man
- Saved from the Sea, regia di Lewin Fitzhamon (1909)
- A Street Arab, regia di Lewin Fitzhamon (1909)
- A Gamin's Gratitude, regia di Lewin Fitzhamon (1909)
- A Coward's Courage, regia di Theo Bouwmeester (1909)
- A Brutal Master, regia di Lewin Fitzhamon (1909)
- The Little Flower Girl's Christmas, regia di Lewin Fitzhamon (1909)
- The Lazy Boy, regia di Lewin Fitzhamon (1909)
- The Idiot of the Mountains, regia di Theo Bouwmeester (Theo Frenkel) (1909)
- The Girl Who Joined the Bushrangers, regia di Lewin Fitzhamon (1909)
- Mr. Poorluck Gets Married, regia di Lewin Fitzhamon (1909)
- Cupid's Loaf, regia di Lewin Fitzhamon (1909)
- A Sinner's Repentance, regia di Theo Bouwmeester (Theo Frenkel) (1909)
- An Attempt to Smash a Bank, regia di Theo Bouwmeester (Theo Frenkel) (1909)

## 1910
- Tempered with Mercy, regia di Lewin Fitzhamon (1910)
- Saved by His Sweetheart, regia di Lewin Fitzhamon (1910)
- Love's Strategy, regia di Lewin Fitzhamon (1910)
- Hot Pickles, regia di Lewin Fitzhamon (1910)
- A Woman's Treachery, regia di Theo Frenkel (1910)
- Are You John Brown?, regia di Lewin Fitzhamon (1910)
- Almost, regia di Theo Frenkel (1910)
- A Fickle Girl, regia di Lewin Fitzhamon (1910)
- Coals of Fire, regia di Bert Haldane (1910)
- Who's Got My Hat?, regia di Lewin Fitzhamon (1910)
- Unlucky Bill, regia di Lewin Fitzhamon (1910)
- The Postman, regia di Frank Wilson (1910)
- The Little Housekeeper, regia di Lewin Fitzhamon (1910)
- The Burglar and Little Phyllis, regia di Lewin Fitzhamon (1910)
- Let Sleeping Dogs Lie, regia di Frank Wilson (1910)
- In the Hands of the Enemy, regia di Theo Frenkel (1910)
- Black Beauty, regia di Lewin Fitzhamon (1910)
- The Sharp-Witted Thief, regia di Lewin Fitzhamon (1910)
- The Scaramouches, regia di Lewin Fitzhamon (1910)
- The Little Blue Cap, regia di Lewin Fitzhamon (1910)
- Mary the Coster, regia di Lewin Fitzhamon (1910)
- Lord Blend's Love Story, regia di Theo Bouwmeester (Theo Frenkel) (1910)
- Invigorating Electricity, regia di Lewin Fitzhamon (1910)
- Cocksure's Clever Ruse, regia di Frank Wilson (1910)
- A Woman's Folly, regia di Theo Bouwmeester (Theo Frenkel) (1910)
- The Man Who Thought He Was Poisoned, regia di Frank Wilson (1910)
- The Brothers, regia di Theo Frenkel (1910)
- Persuading Papa, regia di Lewin Fitzhamon (1910)
- Mr. Poorluck's Lucky Horseshoe, regia di Lewin Fitzhamon (1910)
- Married in Haste, regia di Lewin Fitzhamon (1910)
- From Storm to Sunshine, regia di Theo Bouwmeester (Theo Frenkel) (1910)
- Dave Craggs, Detective, regia di Lewin Fitzhamon (1910)
- A Baby's Power, regia di Lewin Fitzhamon (1910)
- The Telephone Call, regia di Lewin Fitzhamon (1910)
- The Stricken Home, regia di Theo Bouwmeester (Theo Frenkel) (1910)
- The Stowaway, regia di Lewin Fitzhamon (1910)
- The Picture Thieves, regia di Theo Bouwmeester (Theo Frenkel) (1910)
- The New Reporter, regia di Lewin Fitzhamon (1910)
- The Little Orphan, regia di Theo Bouwmeester (Theo Frenkel) (1910)
- His Only Daughter, regia di Theo Bouwmeester (Theo Frenkel) (1910)
- Fits and Misfits, regia di Lewin Fitzhamon (1910)
- A Present for His Wife, regia di Lewin Fitzhamon (1910)
- A Mother's Gratitude, regia di Frank Wilson (1910)
- A Funny Story, regia di Frank Wilson (1910)
- The Two Fathers, regia di Theo Frenkel (1910)
- The Poorluck's First Tiff, regia di Lewin Fitzhamon (1910)
- The Old Soldier, regia di Theo Bouwmeester (Theo Frenkel) (1910)
- The Merry Beggars, regia di Lewin Fitzhamon (1910)
- The Farmer's Daughter, regia di Lewin Fitzhamon (1910)
- The Fakir's Flute, regia di Lewin Fitzhamon (1910)
- The Child and the Fiddler, regia di Theo Bouwmeester (Theo Frenkel) (1910)
- Seven, Seventeen and Seventy, regia di Lewin Fitzhamon (1910)
- Mr. Mugwump's Hired Suit, regia di Frank Wilson (1910)
- Mr. Mugwump and the Baby, regia di Frank Wilson (1910)
- Extracting a Cheque from Uncle, regia di Lewin Fitzhamon (1910)
- A Worker's Wife, regia di Theo Bouwmeester (Theo Frenkel) (1910)
- A Night in Armour, regia di Lewin Fitzhamon (1910)
- A New Hat for Nothing, regia di Lewin Fitzhamon (1910)
- A Mad Infatuation, regia di Theo Bouwmeester (Theo Frenkel) (1910)
- The Plumber, regia di Frank Wilson (1910)
- Without Her Father's Consent, regia di Lewin Fitzhamon (1910)
- True to His Duty, regia di Theo Bouwmeester (Theo Frenkel) (1910)
- The Poorlucks Take Part in a Pageant, regia di Lewin Fitzhamon (1910)
- The Mechanical Mary Anne, regia di Lewin Fitzhamon (1910)
- The Detective's Dog, regia di Lewin Fitzhamon (1910)
- Never Send a Man to Match a Ribbon, regia di Lewin Fitzhamon (1910)
- Mr. Mugwump's Jealousy, regia di Frank Wilson (1910)
- Jake's Daughter, regia di Theo Bouwmeester (Theo Frenkel) (1910)
- His Wife's Brother, regia di Theo Bouwmeester (Theo Frenkel) (1910)
- His New Mama, regia di Lewin Fitzhamon (1910)
- A Sailor's Sacrifice, regia di Theo Bouwmeester (Theo Frenkel) (1910)
- A Chanticler Hat, regia di Lewin Fitzhamon (1910)
- Tried and Found True, regia di Bert Haldane (1910)
- Tilly the Tomboy Plays Truant, regia di Lewin Fitzhamon (1910)
- The Short-Sighted Errand Boy, regia di Lewin Fitzhamon (1910)
- The Cardsharpers, regia di Lewin Fitzhamon (1910)
- Over the Garden Wall, regia di Lewin Fitzhamon (1910)
- Mr. Poorluck's Dream, regia di Lewin Fitzhamon (1910)
- Mr. Mugwump Takes Home the Washing, regia di Frank Wilson (1910)
- Mr. Mugwump's Banknotes, regia di Frank Wilson (1910)
- In the Good Old Days, regia di Lewin Fitzhamon (1910)
- Cast Thy Bread Upon the Waters, regia di Bert Haldane (1910)
- Behind the Scenes, regia di Bert Haldane (1910)
- A Village Love Story, regia di Bert Haldane (1910)
- A Difficult Courtship, regia di Lewin Fitzhamon (1910)
- Uncle Joe, regia di Lewin Fitzhamon (1910)
- Tilly the Tomboy Visits the Poor, regia di Lewin Fitzhamon (1910)
- Tilly the Tomboy Goes Boating, regia di Lewin Fitzhamon (1910)
- The Thieves' Decoy, regia di Bert Haldane (1910)
- The Queen of the May, regia di Bert Haldane (1910)
- The Miser's Lesson, regia di Bert Haldane (1910)
- The Adventures of a £5 Note, regia di Lewin Fitzhamon (1910)
- Mr. Poorluck Buys Some Furniture, regia di Lewin Fitzhamon (1910)
- Her Debt of Honour, regia di Bert Haldane (1910)
- A Modern Love Potion, regia di Lewin Fitzhamon (1910)
- All's Fair in Love, regia di Lewin Fitzhamon (1910)
- The Widow's Wooers, regia di Lewin Fitzhamon (1910)
- The Dog Chaperone, regia di Lewin Fitzhamon (1910)
- Love Me, Love My Dog, regia di Lewin Fitzhamon (1910)
- Josephine and Her Lovers, regia di Lewin Fitzhamon (1910)
- Hunger's Curse, regia di Bert Haldane (1910)
- He Eloped with Her Father, regia di Lewin Fitzhamon (1910)
- Embroidery Extraordinary, regia di Cecil M. Hepworth (1910)
- Dora, regia di Bert Haldane (1910)
- Circumstantial Evidence, regia di Bert Haldane (1910)
- A Sailor's Lass, regia di Lewin Fitzhamon (1910)
- A Real Live Teddy Bear, regia di Frank Wilson (1910)
- All Is Not Gold That Glitters, regia di Bert Haldane (1910)
- When Uncle Took Clarence for a Walk, regia di Frank Wilson (1910)
- Two Perfect Gents, regia di Frank Wilson (1910)
- Tilly the Tomboy Buys Linoleum, regia di Lewin Fitzhamon (1910)
- The Sheriff's Daughter, regia di Lewin Fitzhamon (1910)
- The Moneylender's Mistake, regia di Lewin Fitzhamon (1910)
- The Laundryman's Mistake, regia di Frank Wilson (1910)
- The Conquering Cask, regia di Lewin Fitzhamon (1910)
- The Black Kitten, regia di Lewin Fitzhamon (1910)
- Lust for Gold, regia di Lewin Fitzhamon (1910)
- Heart of Oak, regia di Lewin Fitzhamon (1910)
- Dumb Comrades, regia di Lewin Fitzhamon (1910)
- A Woman Scorned, regia di Lewin Fitzhamon (1910)
- A Spoilt Child of Fortune, regia di Lewin Fitzhamon (1910)
- A Lunatic Expected, regia di Frank Wilson (1910)
- A Flowergirl's Romance, regia di Lewin Fitzhamon (1910)
- Woman vs. Woman, regia di Bert Haldane (1910)
- Tracking a Treacle Tin, regia di Frank Wilson (1910)
- Tilly at the Election, regia di Lewin Fitzhamon (1910)
- The Heart of a Fishergirl, regia di Lewin Fitzhamon (1910)
- The Farmer's Two Sons, regia di Bert Haldane (1910)
- The Detective in Peril, regia di Lewin Fitzhamon (1910)
- Jones Tests his Wife's Courage, regia di Frank Wilson (1910)
- In Pursuit of Fashion, regia di Lewin Fitzhamon (1910)
- Father Buys a Screen, regia di Lewin Fitzhamon (1910)
- Cupid's Message Goes Astray, regia di Frank Wilson (1910)
- A Plucky Kiddie, regia di Bert Haldane (1910)
- A Good Kick-Off, regia di Lewin Fitzhamon (1910)
- A Chum's Treachery, regia di Bert Haldane (1910)

## 1911
- The Three Lovers, regia di Lewin Fitzhamon (1911)
- The Parson's Wife, regia di Lewin Fitzhamon (1911)
- The Double Elopement, regia di Lewin Fitzhamon (1911)
- The Dog's Devotion, regia di Lewin Fitzhamon (1911)
- Stickphast, regia di Frank Wilson (1911)
- Right Is Might, regia di Bert Haldane (1911)
- N Stands for Nelly, regia di Lewin Fitzhamon (1911)
- Neighbouring Flats, regia di Frank Wilson (1911)
- For the Sake of the Little Ones at Home, regia di Frank Wilson (1911)
- College Chums, regia di Lewin Fitzhamon (1911)
- A Present from India, regia di Frank Wilson (1911)
- A Girl's Love Letter, regia di Bert Haldane (1911)
- A Fool and His Money, regia di Bert Haldane (1911)
- Tilly's Unsympathetic Uncle, regia di Lewin Fitzhamon (1911)
- The Faith Healer, regia di Bert Haldane (1911)
- The Detective and the Jewel Trick, regia di Lewin Fitzhamon (1911)
- The Constable's Confusion, regia di Frank Wilson (1911)
- The Bailiff's Little Weakness, regia di Lewin Fitzhamon (1911)
- Poorluck's Excursion Tickets, regia di Lewin Fitzhamon (1911)
- Now I Have to Call Him Father, regia di Lewin Fitzhamon (1911)
- Mr. Poorluck Buys Some China, regia di Lewin Fitzhamon (1911)
- Mr. Mugwump's Clock, regia di Frank Wilson (1911)
- A Hopeless Passion, regia di Frank Wilson (1911)
- When Tilly's Uncle Flirted, regia di Lewin Fitzhamon (1911)
- When Father Put Up the Bedstead, regia di Frank Wilson (1911)
- Uncle Buys Clarence a Balloon, regia di Frank Wilson (1911)
- The Road to Ruin, regia di Bert Haldane (1911)
- The Man Who Kept Silent, regia di Bert Haldane (1911)
- The Lawyer's Message, regia di Lewin Fitzhamon (1911)
- The Course of True Love, regia di Lewin Fitzhamon (1911)
- Right of Way, regia di Frank Wilson (1911)
- Mugwump's Paying Guest, regia di Frank Wilson (1911)
- Fitznoodle's Wooing, regia di Frank Wilson (1911)
- Exceeding His Duty, regia di Lewin Fitzhamon (1911)
- Evicted, regia di Lewin Fitzhamon (1911)
- Children Mustn't Smoke, regia di Lewin Fitzhamon (1911)
- Too Keen a Sense of Humour, regia di Frank Wilson (1911)
- Tilly's Party, regia di Lewin Fitzhamon (1911)
- The New Cook, regia di Lewin Fitzhamon (1911)
- Mother's Boy, regia di Lewin Fitzhamon (1911)
- Lottery Ticket No. 66, regia di Bert Haldane (1911)
- Harry the Footballer, regia di Lewin Fitzhamon (1911)
- Foozle Takes Up Golf, regia di Frank Wilson (1911)
- Faust, regia di Cecil M. Hepworth (1911)
- A Touch of Hydrophobia, regia di Frank Wilson (1911)
- A Sprained Ankle, regia di Lewin Fitzhamon (1911)
- An Unruly Charge, regia di Frank Wilson (1911)
- The Convict's Sister, regia di Bert Haldane (1911)
- Toddles, Scout, regia di Lewin Fitzhamon (1911)
- Tilly at the Seaside, regia di Lewin Fitzhamon (1911)
- The Subaltern's Joke, regia di Lewin Fitzhamon (1911)
- The Silver Lining, regia di Bert Haldane (1911)
- The Borrowed Baby, regia di Frank Wilson (1911)
- The Amateur Burglar, regia di Lewin Fitzhamon (1911)
- PC Hawkeye's Busy Day, regia di Lewin Fitzhamon (1911)
- A Touch of Nature, regia di Bert Haldane (1911)
- A Struggling Author, regia di Bert Haldane (1911)
- A Nephew's Artifice, regia di Bert Haldane (1911)
- A Happy Event in the Poorluck Family, regia di Lewin Fitzhamon (1911)
- When Hubby Wasn't Well, regia di Frank Wilson (1911)
- Tilly - Matchmaker, regia di Lewin Fitzhamon (1911)
- Till Death Us Do Part, regia di Lewin Fitzhamon (1911)
- The Little Black Pom, regia di Lewin Fitzhamon (1911)
- The Baby and the Bomb, regia di Bert Haldane (1911)
- Rover the Peacemaker, regia di Lewin Fitzhamon (1911)
- PC Hawkeye Leaves the Force, regia di Lewin Fitzhamon (1911)
- Mr. and Mrs. Poorluck Separate, regia di Lewin Fitzhamon (1911)
- Kiddie, regia di Bert Haldane (1911)
- Hilda's Lovers, regia di Bert Haldane (1911)
- An Unromantic Wife, regia di Frank Wilson (1911)
- An Enthusiastic Photographer, regia di Frank Wilson (1911)
- A Double Deception, regia di Lewin Fitzhamon (1911)
- Twin Roses, regia di Lewin Fitzhamon (1911)
- Tracked by Tiger regia di Lewin Fitzhamon (1911)
- The Wisdom of Brother Ambrose', regia di Lewin Fitzhamon (1911)
- The Veteran's Pension, regia di Frank Wilson (1911)
- The Early Worm, regia di Lewin Fitzhamon (1911)
- The Demon Dog, regia di Lewin Fitzhamon (1911)
- The Baby Show, regia di Frank Wilson (1911)
- In Love with an Actress, regia di Frank Wilson (1911)
- Gipsy Nan, regia di Lewin Fitzhamon (1911)
- For Better or Worse, regia di Bert Haldane (1911)
- Elsie, the Gamekeeper's Daughter, regia di Bert Haldane (1911)
- Tilly and the Morman Missionary, regia di Lewin Fitzhamon (1911)
- The Trail of Sand, regia di Bert Haldane (1911)
- The Torn Letter, regia di Bert Haldane (1911)
- Proud Clarissa, regia di Bert Haldane (1911)
- Physical Culture, regia di Frank Wilson (1911)
- P.C. Hawkeye Turns Detective, regia di Lewin Fitzhamon (1911)
- Jack's Sister, regia di Bert Haldane (1911)
- A Very Powerful Voice, regia di Lewin Fitzhamon (1911)
- An' Good in the Worst of Us, regia di Bert Haldane (1911)
- An Absorbing Game, regia di Lewin Fitzhamon (1911)
- A Horse and Mrs. Grundy, regia di Lewin Fitzhamon (1911)
- Wealthy Brother John, regia di Bert Haldane (1911)
- Tilly and the Fire Engines, regia di Lewin Fitzhamon (1911)
- The Scoutmaster's Motto, regia di Frank Wilson (1911)
- The Scarecrow, regia di Frank Wilson (1911)
- The Heat Wave, regia di Frank Wilson (1911)
- The Foreign Spy, regia di Lewin Fitzhamon (1911)
- Oh Scissors!, regia di Frank Wilson (1911)
- My Dear Love, regia di Lewin Fitzhamon (1911)
- Jim of the Mounted Police, regia di Lewin Fitzhamon (1911)
- Janet's Flirtation, regia di Lewin Fitzhamon (1911)
- His Son, regia di Bert Haldane (1911)
- Cigars or Nuts, regia di Frank Wilson (1911)
- A Fight with Fire, regia di Lewin Fitzhamon (1911)
- A Burglar for a Night, regia di Bert Haldane (1911)
- The Smuggler's Step-Daughter, regia di Lewin Fitzhamon (1911)
- The Lunatic at Liberty, regia di Frank Wilson (1911)
- The Impediment, regia di Bert Haldane (1911)
- The Gay Lord Ducie, regia di Lewin Fitzhamon (1911)
- The Fly's Revenge, regia di Frank Wilson (1911)
- The Fireman's Daughter, regia di Lewin Fitzhamon (1911)
- Many a Slip, regia di Lewin Fitzhamon (1911)
- Love and the Sewing Machine, regia di Lewin Fitzhamon (1911)
- Kind Hearted Percival, regia di Frank Wilson (1911)
- Hawkeye Learns to Punt, regia di Lewin Fitzhamon (1911)
- A Wilful Maid, regia di Lewin Fitzhamon (1911)
- A Seaside Introduction, regia di Lewin Fitzhamon (1911)
- A Bid for Fortune, regia di Bert Haldane
- The Stolen Pups, regia di Frank Wilson (1911)
- The Reclamation of Snarky, regia di Bert Haldane (1911)
- The Persistent Poet, regia di Frank Wilson (1911)
- The Greatest of These, regia di Lewin Fitzhamon (1911)
- Rachel's Sin, regia di Cecil M. Hepworth (1911)
- In Jest and Earnest, regia di Lewin Fitzhamon (1911)
- Hidden Treasure, regia di Frank Wilson (1911)
- Envy, Hatred and Malice, regia di Lewin Fitzhamon (1911)
- A Halfbreed's Gratitude, regia di Lewin Fitzhamon (1911)
- A Contagious Disease, regia di Frank Wilson (1911)
- Tilly and the Smugglers, regia di Lewin Fitzhamon (1911)
- Tiger the 'Tec, regia di Lewin Fitzhamon (1911)
- Three Boys and a Baby, regia di Frank Wilson (1911)
- The Stolen Letters, regia di Lewin Fitzhamon (1911)
- The Broad Arrow, regia di Bert Haldane (1911)
- Taking Uncle for a Ride, regia di Frank Wilson (1911)
- Not Guilty, regia di Lewin Fitzhamon (1911)
- He Did Admire His Boots, regia di Frank Wilson (1911)
- All's Right with the World, regia di Lewin Fitzhamon (1911)
- A Hustled Wedding, regia di Frank Wilson (1911)

## 1912
- The Umbrella They Could Not Lose, regia di Frank Wilson (1912)
- The Mermaid, regia di Lewin Fitzhamon (1912)
- The Lost Will, regia di Lewin Fitzhamon (1912)
- The Lieutenant's Bride, regia di Bert Haldane (1912)
- The Girl at the Lodge, regia di Bert Haldane (1912)
- The Burglar's Daughter, regia di Lewin Fitzhamon (1912)
- The Blind Man's Dog, regia di Lewin Fitzhamon (1912)
- Percy Loses a Shilling, regia di Frank Wilson (1912)
- P.C. Hawkeye, Sportsman, regia di Hay Plumb (1912)
- Overcharged, regia di Frank Wilson (1912)
- Never Again, Never!, regia di Lewin Fitzhamon (1912)
- Her Sacrifice, regia di Bert Haldane (1912)
- Her Only Pal, regia di Lewin Fitzhamon (1912)
- Harold Prevents a Crime, regia di Frank Wilson (1912)
- For a Baby's Sake, regia di Lewin Fitzhamon (1912)
- Bill's Temptation, regia di Bert Haldane (1912)
- Billiards Mad, regia di Frank Wilson (1912)
- An Indian Vendetta, regia di Lewin Fitzhamon (1912)
- A Night of Peril, regia di Bert Haldane (1912)
- A Little Gold Mine, regia di Frank Wilson (1912)
- A Fisherman's Love Story, regia di Lewin Fitzhamon (1912)
- A Disciple of Darwin (1912)
- A Curate's Love Story, regia di Lewin Fitzhamon (1912)
- The Editor and the Millionaire, regia di Lewin Fitzhamon (1912)
- A Girl Alone, regia di Bert Haldane (1912)
- Tilly and the Dogs, regia di Frank Wilson (1912)
- When Jones Lost His Latchkey, regia di Frank Wilson (1912)
- The Child Detective, regia di Bert Haldane (1912)
- Taking Father's Dinner, regia di Frank Wilson (1912)
- Phoebe of the Inn, regia di Bert Haldane (1912)
- Our Bessie, regia di Bert Haldane (1912)
- A Pair of Bags, regia di Frank Wilson (1912)
- A Detective for a Day, regia di Frank Wilson (1912)
- The Deception, regia di Bert Haldane (1912)
- The Traitress of Parton's Court, regia di Hay Plumb (1912)
- The Lunatic and the Bomb, regia di Frank Wilson (1912)
- The Coiner's Den, regia di Frank Wilson (1912)
- The Blind Heroine, regia di Bert Haldane (1912)
- PC Hawkeye Falls in Love, regia di Hay Plumb (1912)
- His Actress Daughter, regia di Bert Haldane (1912)
- He Wanted to Propose, But -, regia di Frank Wilson (1912)
- Bill's Reformation, regia di Bert Haldane (1912)
- A Present for Her Husband, regia di Frank Wilson (1912)
- The Lure of the Footlights, regia di Warwick Buckland (1912)
- Welcome Home, regia di Hay Plumb (1912)
- Tommy and the Whooping Cough, regia di Frank Wilson (1912)
- Tilly Works for a Living, regia di Frank Wilson (1912)
- The Miser and the Maid, regia di Warwick Buckland (1912)
- Out of Evil Cometh Good, regia di Warwick Buckland (1912)
- Mary Has Her Way, regia di Hay Plumb (1912)
- Lost in the Woods, regia di Frank Wilson (1912)
- A Double Life, regia di Warwick Buckland (1912)
- Oh for a Smoke!, regia di Hay Plumb (1912)
- The Robbery at Old Burnside Bank, regia di Frank Wilson (1912)
- The Passing of the Old Four-Wheeler, regia di Warwick Buckland (1912)
- Wonkey's Wager, regia di Frank Wilson (1912)
- The Transit of Venus, regia di Hay Plumb (1912)
- The Last of the Black Hand Gang, regia di Hay Plumb (1912)
- The Indian Woman's Pluck, regia di Frank Wilson (1912)
- The Convict's Daughter, regia di Warwick Buckland (1912)
- The Bachelor's Ward, regia di Warwick Buckland (1912)
- In Wolf's Clothing, regia di Frank Wilson (1912)
- Her 'Mail' Parent, regia di Hay Plumb (1912)
- A Man and a Serving Maid, regia di Hay Plumb (1912)
- Two Brothers and a Spy, regia di Hay Plumb (1912)
- Whist! Here Comes the Picture Man, regia di Hay Plumb (1912)
- She Asked for Trouble, regia di Hay Plumb (1912)
- Poorluck's Picnic, regia di Hay Plumb (1912)
- Jim All - Alone, regia di Warwick Buckland (1912)
- Grandfather's Old Boots, regia di Frank Wilson (1912)
- A Peasant Girl's Revenge, regia di Warwick Buckland (1912)
- A Man of Mystery, regia di Frank Wilson (1912)
- A Good Tonic, regia di Frank Wilson (1912)
- Lieutenant Lilly and the Plans of the Divided Skirt, regia di Hay Plumb (1912)
- Love Wins in the End, regia di Warwick Buckland (1912)
- Was He Justified?, regia di Bert Haldane (1912)
- The Unmasking of Maud, regia di Hay Plumb (1912)
- The Apache, regia di Hay Plumb (1912)
- Ruth, regia di Frank Wilson (1912)
- Paid with Interest, regia di Frank Wilson (1912)
- Mr. Poorluck's River Suit, regia di Hay Plumb (1912)
- Curfew Must Not Ring Tonight, regia di Hay Plumb (1912)
- Rose o' the River, regia di Warwick Buckland (1912)
- At the Eleventh Hour, regia di Warwick Buckland (1912)
- Tilly in a Boarding House, regia di Hay Plumb (1912)
- Then He Did Laugh, But, regia di Frank Wilson (1912)
- The Emperor's Messenger, regia di Hay Plumb (1912)
- The Dear Little Teacher, regia di Warwick Buckland (1912)
- The Avaricious Monk, regia di Warwick Buckland (1912)
- P.C. Hawkeye Goes Fishing, regia di Hay Plumb (1912)
- Pamela's Party, regia di Hay Plumb (1912)
- Oliver Twist, regia di Thomas Bentley (1912)
- Love in a Laundry, regia di Frank Wilson (1912)
- Bungling Burglars, regia di Frank Wilson (1912)
- A Wife for a Day, regia di Frank Wilson (1912)
- The Prima Donna's Dupes, regia di Frank Wilson (1912)
- The Coming-Back of Kit Denver, regia di Warwick Buckland (1912)
- The Bishop's Bathe, regia di Hay Plumb (1912)
- Mary's Policeman, regia di Frank Wilson (1912)
- Jo, the Wanderer's Boy, regia di Warwick Buckland (1912)
- Jimmy Lester, Convict and Gentleman, regia di Warwick Buckland (1912)
- Hubby Goes to the Races, regia di Frank Wilson (1912)
- Her Awakening, regia di Hay Plumb (1912)
- Hawkeye, Coastguard, regia di Hay Plumb (1912)
- Ghosts regia di Hay Plumb (1912)
- Church and Stage, regia di Warwick Buckland (1912)
- Bertie's Book of Magic, regia di Frank Wilson (1912)
- Was He a German Spy?, regia di Hay Plumb (1912)
- Town Mouse and Country Mouse, regia di Hay Plumb (1912)
- Lady Angela and the Boy, regia di Warwick Buckland (1912)
- Jasmine, regia di Warwick Buckland (1912)
- A Case of Burglars, regia di Frank Wilson (1912)
- Her Only Son, regia di Hay Plumb (1912)
- Cook's Bid for Fame, regia di Frank Wilson (1912)
- The Codicil, regia di Warwick Buckland (1912)
- The Stolen Picture, regia di Frank Wilson (1912)
- A Bold Venture, regia di Warwick Buckland (1912)
- King Robert of Sicily, regia di Hay Plumb (1912)
- A Harlequinade Let Loose, regia di Hay Plumb (1912)
- A New Aladdin, regia di Frank Wilson (1912)
- For Love and Life, regia di Hay Plumb (1912)
- The Generosity of Mr. Smith, regia di Warwick Buckland (1912)
- The Luck of the Red Lion, regia di Hay Plumb (1912)
- The Heart of a Woman, regia di Warwick Buckland (1912)
- Plot and Pash, regia di Hay Plumb (1912)
- Mr. Poorluck's as an Amateur Dectective, regia di Frank Wilson (1912)
- Hawkeye, Showman, regia di Hay Plumb (1912)
- A Woman's Wit, regia di Warwick Buckland (1912)

## 1913
- Winning His Stripes, regia di Frank Wilson (1913)
- Three of Them, regia di Frank Wilson (1913)
- The Touch of a Babe, regia di Warwick Buckland (1913)
- The Tailor's Revenge, regia di Hay Plumb (1913)
- The Rollicking Rajah (1913)
- The Real Thing, regia di Hay Plumb (1913)
- The Prodigal's Return, regia di Frank Wilson (1913)
- The Midnight Adventure, regia di Frank Wilson (1913)
- The Jewel Thieves Outwitted, regia di Frank Wilson (1913)
- The Curate's Bride, regia di Hay Plumb (1913)
- The Burglar at the Ball, regia di Hay Plumb (1913)
- The Book, regia di Warwick Buckland (1913)
- The Badness of Burglar Bill, regia di Frank Wilson (1913)
- Sally in Our Alley, regia di Warwick Buckland (1913)
- Pass It On, regia di Frank Wilson (1913)
- Over the Ferry, regia di Warwick Buckland (1913)
- Mifanwy: A Tragedy, regia di Elwin Neame (1913)
- Love and a Burglar, regia di Hay Plumb (1913)
- Hawkeye Has to Hurry, regia di Hay Plumb (1913)
- At the Foot of the Scaffold, regia di Warwick Buckland (1913)
- A Sticky Affair, regia di Frank Wilson (1913)
- We Are But Little Children Weak, regia di Warwick Buckland (1913)
- Two Little Pals, regia di Warwick Buckland (1913)
- Thou Shalt Not Steal, regia di Warwick Buckland (1913)
- The Silence of Richard Wilton, regia di Warwick Buckland (1913)
- The Mill Girl, regia di Warwick Buckland (1913)
- The Law in Their Own Hands, regia di Frank Wilson (1913)
- The Defective Detective, regia di Hay Plumb (1913)
- The Argentine Tango and Other Dances (1913)
- Ragtime Mad, regia di Hay Plumb (1913)
- Monty's Mistake, regia di Frank Wilson (1913)
- Little Billie and the Bellows, regia di Frank Wilson (1913)
- Lieutenant Lilly and the Splodge of Opium, regia di Hay Plumb (1913)
- George Barnwell the London Apprentice, regia di Hay Plumb (1913)
- Father's Little Flutter, regia di Frank Wilson (1913)
- Drake's Love Story, regia di Hay Plumb (1913)
- Deceivers Both, regia di Hay Plumb (1913)
- Blood and Bosh, regia di Hay Plumb (1913)
- Tried in the Fire, regia di Warwick Buckland (1913)
- The House That Jerry Built, regia di Frank Wilson (1913)
- The Cat and the Chestnuts, regia di Warwick Buckland (1913)
- Prop's Angel, regia di Hay Plumb (1913)
- Held for Ransom, regia di Frank Wilson (1913)
- Hawkeye Rides in a Point-to-Point, regia di Hay Plumb (1913)
- His Evil Genius, regia di Frank Wilson (1913)
- The Mysterious Philanthropist, regia di Warwick Buckland (1913)
- The Lesson, regia di Warwick Buckland (1913)
- Puzzled, regia di Frank Wilson (1913)
- Professor Longhead's Burgler Trap, regia di Frank Wilson (1913)
- Paying the Penalty, regia di Warwick Buckland (1913)
- Mr. Poorluck, Journalist, regia di Frank Wilson (1913)
- Many Happy Returns, regia di Hay Plumb (1913)
- In the Hour of His Need, regia di Warwick Buckland (1913)
- Haunted by His Mother-In-Law, regia di Frank Wilson (1913)
- Haunted by Hawkeye, regia di Hay Plumb (1913)
- And He Had a Little Gun, regia di Frank Wilson (1913)
- All's Fair, regia di Hay Plumb (1913)
- The Lover Who Took the Cake, regia di Hay Plumb (1913)
- A Policy of Pinpricks, regia di Hay Plumb (1913)
- Mr. Poorluck Repairs His House, regia di Frank Wilson (1913)
- A Mist of Errors, regia di Warwick Buckland (1913)
- Will Evans Harnessing a Horse, regia di Frank Wilson (1913)
- True Love and a Trailer (1913)
- Tilly's Breaking-Up Party, regia di Frank Wilson (1913)
- The Of-Course-I-Can Brothers, regia di Hay Plumb (1913)
- The Man or His Money, regia di Warwick Buckland (1913)
- Petticoat Perfidy, regia di Hay Plumb (1913)
- Mr. Poorluck's I.O.U.'s, regia di Frank Wilson (1913)
- Motherhood or Politics, regia di Warwick Buckland (1913)
- Her Crowning Glory, regia di Warwick Buckland (1913)
- Captain Jack V.C., regia di Hay Plumb (1913)
- As the Sparks Fly Upwards, regia di Hay Plumb (1913)
- Always Gay, regia di Frank Wilson (1913)
- A Herring on the Trail, regia di Frank Wilson (1913)
- The Promise, regia di Warwick Buckland (1913)
- The Inevitable, regia di Frank Wilson (1913)
- The Dogs and the Desperado, regia di Frank Wilson (1913)
- Peter's Little Picnic, regia di Hay Plumb (1913)
- Partners in Crime, regia di Warwick Buckland (1913)
- On the Brink of the Precipice, regia di Warwick Buckland (1913)
- Her Little Pet, regia di Frank Wilson (1913)
- Bounding Bertie's Bungalow, regia di Hay Plumb (1913)
- Whistling William, regia di Frank Wilson (1913)
- The Red Light, regia di Warwick Buckland (1913)
- The Old Nuisance, regia di Hay Plumb (1913)
- Then He Juggled, regia di Frank Wilson (1913)
- Lieutenant Pie's Love Story, regia di Hay Plumb (1913)
- Father Takes the Baby Out, regia di Frank Wilson (1913)
- Dr. Trimball's Verdict, regia di Frank Wilson (1913)
- A Helping Hand, regia di Warwick Buckland (1913)
- Adrift on Life's Tide, regia di Warwick Buckland (1913)
- The Missioner's Plight, regia di Frank Wilson (1913)
- The Girl at Lancing Mill, regia di Warwick Buckland (1913)
- Kissing Cup, regia di Jack Hulcup (1913)
- David Copperfield, regia di Thomas Bentley (1913)
- A Precious Cargo, regia di Hay Plumb (1913)
- A Little Widow Is a Dangerous Thing, regia di Frank Wilson (1913)
- Hamlet, regia di Hay Plumb (1913)
- The Vicar of Wakefield, regia di Frank Wilson (1913)
- The Vicar of Wakefield, regia di John Douglas (1913)
- The Forsaken, regia di Warwick Buckland (1913)
- The Camera Fiend, regia di Frank Wilson (1913)
- One Fair Daughter, regia di Warwick Buckland (1913)
- For the Honor of the House regia di Warwick Buckland (1913)
- A Storm in a Teacup, regia di Warwick Buckland (1913)
- An Eggs-traordinary Affair, regia di Hay Plumb (1913)
- A Midnight Adventure, regia di Frank Wilson (1913)
- A Damp Deed, regia di Hay Plumb (1913)
- A Cigarette-Maker's Romance, regia di Frank Wilson (1913)
- The Lady of Lyons, regia di Léon Bary (1913)
- Retribution, regia di Frank Wilson (1913)
- More Than He Bargained For, regia di Frank Wilson (1913)
- How Is It Done?, regia di Frank Wilson (1913)
- Hawkeye Meets His Match, regia di Hay Plumb (1913)
- For Marion's Sake, regia di Warwick Buckland (1913)
- The Cloister and the Hearth, regia di Cecil M. Hepworth (1913)
- Shadows of a Great City, regia di Frank Wilson (1913)
- Poorluck as a Messenger Boy, regia di Frank Wilson (1913)
- For Such Is the Kingdom of Heaven, regia di Warwick Buckland (1913)
- For Love of Him, regia di Warwick Buckland (1913)
- Fairies' Revenge, regia di Hay Plumb (1913)
- Where There's a Swill There's a Sway, regia di Frank Wilson (1913)
- The Tango, regia di Frank Wilson (1913)
- The Princes in the Tower, regia di Hay Plumb (1913)
- The Old Curiosity Shop, regia di Thomas Bentley (1913)
- The Broken Sixpence, regia di Frank Wilson (1913)
- The Broken Oath, regia di Warwick Buckland (1913)
- Not as Rehearsed, regia di Frank Wilson (1913)
- No Flies on Cis, regia di Frank Wilson (1913)
- Highwayman Hal, regia di Hay Plumb (1913)
- David Garrick, regia di Hay Plumb (1913)
- Coney, Ragtimer, regia di George Mozart (1913)
- Coney Gets the Glad Eye, regia di George Mozart (1913)
- Coney as Peacemaker, regia di George Mozart (1913)
- Cinderella, regia di Harry Buss (1913)
- A Throw of the Dice, regia di Frank Wilson (1913)
- A Silent Witness, regia di Frank Wilson (1913)
- A Question of Identity, regia di Warwick Buckland (1913)
- A Little Knowledge, regia di Warwick Buckland (1913)

## 1914
- The Whirr of the Spinning Wheel, regia di Frank Wilson (1914)
- The Price of Fame, regia di Warwick Buckland (1914)
- The Importance of Being Another Man's Wife, regia di Frank Wilson (1914)
- Tango Mad, regia di Hay Plumb (1914)
- Poorluck Minds the Shop, regia di Frank Wilson (1914)
- Out of the Frying Pan, regia di Hay Plumb (1914)
- On a False Scent, regia di Hay Plumb (1914)
- My Aunt! (1914)
- Justice, regia di Frank Wilson (1914)
- Hawkeye, Hall Porter, regia di Hay Plumb (1914)
- Brief Authority, regia di Warwick Buckland (1914)
- Blind Fate, regia di Cecil M. Hepworth (1914)
- A Price on His Head, regia di Warwick Buckland (1914)
- What the Firelight Showed, regia di Frank Wilson (1914)
- The 'Simple Life' Cure, regia di Hay Plumb (1914)
- The Night Bell, regia di Frank Wilson (1914)
- The Man Behind the Mask, regia di Warwick Buckland (1914)
- Once Aboard the Lugger, regia di Hay Plumb (1914)
- How Billy Kept His Word, regia di Frank Wilson (1914)
- Diamond Cut Diamond, regia di Warwick Buckland (1914)
- A Friend in Need, regia di Frank Wilson (1914)
- A Doubtful Deal in Dogs, regia di Hay Plumb (1914)
- The Quality of Mercy, regia di Warwick Buckland (1914)
- The Gardener's Hose, regia di Frank Wilson (1914)
- An Engagement of Convenience, regia di Hay Plumb (1914)
- A Misleading Miss, regia di Hay Plumb (1914)
- The Sneeze, regia di Hay Plumb (1914)
- The Heart of Midlothian, regia di Frank Wilson (1914)
- The Curtain, regia di Warwick Buckland (1914)
- The Angel of Deliverance, regia di Warwick Buckland (1914)
- Judged by Appearances, regia di Hay Plumb (1914)
- Caught Bending, regia di Hay Plumb (1914)
- Two of a Kind, regia di Hay Plumb (1914)
- The Stress of Circumstance, regia di Warwick Buckland (1914)
- The Price of a Gift, regia di Warwick Buckland (1914)
- The Guest of the Evening, regia di Frank Wilson (1914)
- The Great Poison Mystery, regia di Frank Wilson (1914)
- The Girl Who Played the Game, regia di Warwick Buckland (1914)
- The Girl Who Lived in Straight Street, regia di Warwick Buckland (1914)
- The Cry of the Captive regia di Frank Wilson (1914)
- The Chick That Was Not Eggs-Tinct, regia di Hay Plumb (1914)
- The Breaking Point regia di Frank Wilson (1914)
- Over the Garden Wall, regia di Hay Plumb (1914)
- Oh What a Day!, regia di Hay Plumb (1914)
- How Things Do Develop, regia di Hay Plumb (1914)
- Follow Your Leader, regia di Hay Plumb (1914)
- Creatures of Clay, regia di Frank Wilson (1914)
- By Whose Hand?, regia di Warwick Buckland (1914)
- A Noble Deception, regia di Warwick Buckland (1914)
- We Don't Think!, regia di Hay Plumb (1914)
- The Terror of the Air, regia di Frank Wilson (1914)
- The Magic Glass, regia di Hay Plumb (1914)
- The Grip of Ambition, regia di Frank Wilson (1914)
- Only a Flower Girl, regia di Warwick Buckland (1914)
- Little Boy Bountiful, regia di Warwick Buckland (1914)
- Entertaining Uncle, regia di Hay Plumb (1914)
- Dr. Fenton's Ordeal, regia di Frank Wilson (1914)
- What a Sell!, regia di Hay Plumb (1914)
- The Schemers: or, The Jewels of Hate, regia di Frank Wilson (1914)
- The Kleptomaniac, regia di Warwick Buckland (1914)
- The Hunchback, regia di Frank Wilson (1914)
- The Corporal's Kiddies, regia di Warwick Buckland (1914)
- The Also-Rans, regia di Hay Plumb (1914)
- Rhubarb and Rascals, regia di Hay Plumb (1914)
- Outlined and Outwitted, regia di Hay Plumb (1914)
- All in a Day's Work, regia di Hay Plumb (1914)
- A Knight of the Road, regia di Warwick Buckland (1914)
- The Dead Heart, regia di Hay Plumb (1914)
- The Chimes, regia di Thomas Bentley (1914)
- Lucky Jim, regia di Frank Wilson (1914)
- Unfit; or, The Strength of the Weak, regia di Cecil M. Hepworth (1914)
- The Maid and the Money, regia di Hay Plumb (1914)
- The Hills Are Calling, regia di Cecil M. Hepworth (1914)
- The Bronze Idol, regia di Frank Wilson (1914)
- So Much Good in the Worst of Us, regia di Frank Wilson (1914)
- Simpkins' Sunday Dinner, regia di Hay Plumb (1914)
- Simpkins Gets a War Scare, regia di Frank Wilson (1914)
- Memory, regia di Warwick Buckland (1914)
- Her Suitor's Suit, regia di Warwick Buckland (1914)
- Cinder-Elfred, regia di Hay Plumb (1914)
- Algy's Little Error, regia di Hay Plumb (1914)
- A Ghostly Affair, regia di Hay Plumb (1914)
- Topper Triumphant, regia di Hay Plumb (1914)
- The Unseen Witness, regia di Frank Wilson (1914)
- That Mysterious Fez, regia di Hay Plumb (1914)
- Mr. Meek's Missus, regia di Hay Plumb (1914)
- In the Shadow of Big Ben, regia di Frank Wilson (1914)
- His Country's Bidding, regia di Cecil M. Hepworth (1914)
- Wildflower, regia di Warwick Buckland (1914)
- Time the Great Healer, regia di Cecil M. Hepworth (1914)
- The Terrible Two, regia di Hay Plumb (1914)
- The Quarry Mystery, regia di Cecil M. Hepworth (1914)
- The Pet of the Regiment, regia di Frank Wilson (1914)
- The Brothers, regia di Frank Wilson (1914)
- The Bridge Destroyer, regia di Frank Wilson (1914)
- The Awakening of Nora, regia di Laurence Trimble (1914)
- Simpkins' Little Swindle, regia di Hay Plumb (1914)
- Pals (1914)
- Mr. Meek's Nighmare, regia di Hay Plumb (1914)
- Morphia the Death Drug, regia di Cecil M. Hepworth (1914)
- Aladdin: or, a Lad Out, regia di Hay Plumb (1914)
- Tommy's Money Scheme, regia di Frank Wilson (1914)
- Tilly at the Football Match, regia di Hay Plumb (1914)
- They Say - Let Them Say, regia di Warwick Buckland (1914)
- The Terrible Two Join the Police Force, regia di Hay Plumb (1914)
- The Man from India, regia di Frank Wilson (1914)
- The Lie, regia di Frank Wilson (1914)
- The Double Event, regia di Warwick Buckland (1914)
- The Basilisk, regia di Cecil M. Hepworth (1914)
- Simpkins, Special Constable, regia di Hay Plumb (1914)
- Oh My Aunt!, regia di Cecil M. Hepworth (1914)
- Life's Dark Road, regia di Frank Wilson (1914)
- John Linworth's Atonement, regia di Frank Wilson (1914)
- His Great Opportunity, regia di Warwick Buckland (1914)
- Getting His Own Back, regia di Hay Plumb (1914)
- Despised and Rejected, regia di Frank Wilson (1914)
- A Bother About a Bomb, regia di Hay Plumb (1914)

## 1915
- Things We Want to Know, regia di Hay Plumb (1915)
- The Shepherd of Souls, regia di Frank Wilson (1915)
- The Painted Lady Betty, regia di Frank Wilson (1915)
- The Midnight Mail, regia di Warwick Buckland (1915)
- The Man with the Scar, regia di Frank Wilson (1915)
- The Man Who Wasn't (1915)
- The Little Mother, regia di Warwick Buckland (1915)
- Invasion (1915)
- Hawkeye, King of the Castle, regia di Hay Plumb (1915)
- Coward!, regia di Frank Wilson (1915)
- Be Sure Your Sins, regia di Cecil M. Hepworth (1915)
- Barnaby Rudge, regia di Cecil Hepworth e Thomas Bentley (1915)
- A Losing Game, regia di Hay Plumb (1915)
- A Lancashire Lass, regia di Frank Wilson (1915)
- What'll the Weather Be?, regia di Hay Plumb (1915)
- The Confession, regia di Frank Wilson (1915)
- Spies, regia di Frank Wilson (1915)
- Schoolgirl Rebels, regia di Frank Wilson (1915)
- Cock o' the Walk, regia di Hay Plumb (1915)
- Alma Taylor (1915)
- Who Stole Pa's Purse?, regia di Frank Wilson (1915)
- Tilly and the Nut, regia di Frank Wilson (1915)
- They're All After Flo, regia di Frank Wilson (1915)
- The Smallest Worm, regia di Frank Wilson (1915)
- Sister Susie's Sewing Shirts for Soldiers, regia di Harry Buss (1915)
- One Good Turn, regia di Frank Wilson (1915)
- Marmaduke and His Angel, regia di Frank Wilson (1915)
- Jill and the Old Fiddle, regia di Hay Plumb (1915)
- A Moment of Darkness, regia di Cecil M. Hepworth (1915)
- All the World's a Stage, regia di Frank Wilson (1915)
- A Call from the Past, regia di Frank Wilson (1915)
- Phyllis and the Foreigner, regia di Frank Wilson (1915)
- Oh Wifey Will Be Pleased!, regia di Frank Wilson (1915)
- Love Me Little, Love Me Long, regia di Frank WIlson (1915)
- A Child of the Sea, regia di Frank WIlson (1915)
- What's Yours Is Mine, regia di Frank WIlson (1915)
- The Traitor, regia di Cecil M. Hepworth (1915)
- The Passing of a Soul, regia di Cecil M. Hepworth (1915)
- The Incorruptible Crown, regia di Frank WIlson (1915)
- The Bottle, regia di Cecil M. Hepworth (1915)
- Something Like a Bag, regia di Frank WIlson (1915)
- Behind the Curtain, regia di Frank Wilson (1915)
- The Baby on the Barge, regia di Cecil M. Hepworth (1915)
- Miss Deceit, regia di Frank Wilson (1915)
- Bodiam Castle (1915)
- The Sweater, regia di Frank Wilson (1915)
- The Second String, regia di Frank Wilson (1915)
- The Man Who Stayed at Home, regia di Cecil M. Hepworth
- Her Boy, regia di Frank Wilson (1915)
- Wife the Weaker Vessel, regia di Frank Wilson (1915)
- The Golden Pavement, regia di Cecil M. Hepworth (1915)
- Sweet Lavender, regia di Cecil M. Hepworth (1915)
- The White Hope, regia di Frank Wilson (1915)
- The Recalling of John Grey, regia di Frank Wilson (1915)
- The Outrage, regia di Cecil M. Hepworth (1915)
- The Nightbirds of London, regia di Frank Wilson (1915)
- As the Sun Went Down, regia di Frank Wilson (1915)

## 1916
- Iris, regia di Cecil Hepworth (1916)
- Exploits of Tubby, regia di Frank Wilson (1916)
- The Man at the Wheel, regia di Frank Wilson (1916)
- Love in a Mist, regia di Cecil M. Hepworth (1916)
- I Do Like a Joke, regia di Frank Wilson (1916)
- A Deal with the Devil, regia di Frank Wilson (1916)
- Who's Your Friend?, regia di Frank Wilson (1916)
- Trelawny of the Wells, regia di Cecil M. Hepworth (1916)
- 'Orace's Ordeal, regia di Frank Wilson (1916)
- Miggles' Maid, regia di Frank Wilson (1916)
- Face to Face, regia di Frank Wilson (1916)
- A Fallen Star, regia di Cecil Hepworth (1916)
- A Bunch of Violets, regia di Frank Wilson (1916)
- The White Boys, regia di Frank Wilson (1916)
- Sowing the Wind, regia di Cecil M. Hepworth (1916)
- Partners, regia di Frank Wilson (1916)
- Annie Laurie, regia di Cecil M. Hepworth (1916)
- The Marriage of William Ashe, regia di Cecil M. Hepworth (1916)
- The Grand Babylon Hotel, regia di Frank Wilson (1916)
- Tubby's Uncle, regia di Frank Wilson (1916)
- Tubby's Typewriter, regia di Frank Wilson (1916)
- Tubby's Tip, regia di Frank Wilson (1916)
- Tubby's Spanish Girls, regia di Frank Wilson (1916)
- Tubby's River Trip, regia di Frank Wilson (1916)
- Tubby's Rest Cure, regia di Frank Wilson (1916)
- Tubby's Good Work, regia di Frank Wilson (1916)
- Tubby's Dugout, regia di Frank Wilson (1916)
- Tubby's Bungle-Oh!, regia di Frank Wilson (1916)
- Tubby and the Clutching Hand, regia di Frank Wilson (1916)
- Comin' Thro' the Rye, regia di Cecil M. Hepworth (1916)
- The House of Fortescue, regia di Frank Wilson (1916)
- Molly Bawn, regia di Cecil M. Hepworth (1916)

## 1918
- Three Little Pigs, regia di Anson Dyer (1918)
- The Touch of a Child, regia di Cecil M. Hepworth (1918)
- The Hanging Judge, regia di Henry Edwards (1918)
- What's the Use of Grumbling, regia di Henry Edwards (1918)
- The W.L.A. Girl, regia di Cecil M. Hepworth (1918)
- The Secret, regia di Henry Edwards (1918)
- The Poet's Windfall, regia di Henry Edwards (1918)
- The Message, regia di Henry Edwards (1918)
- The Leopard's Spots, regia di Cecil M. Hepworth (1918)
- The Inevitable, regia di Henry Edwards (1918)
- Old Mother Hubbard, regia di Henry Edwards (1918)
- Her Savings Saved, regia di Henry Edwards (1918)
- Anna, regia di Henry Edwards (1918)
- A New Version, regia di Cecil M. Hepworth (1918)
- Against the Grain, regia di Henry Edwards (1918)
- The Refugee, regia di Cecil M. Hepworth (1918)
- Tares, regia di Cecil M. Hepworth (1918)
- Towards the Light, regia di Henry Edwards (1918)
- Boundary House, regia di Cecil M. Hepworth (1918)

## 1919
- His Dearest Possession, regia di Henry Edwards (1919)
- Broken in the Wars, regia di Cecil M. Hepworth (1919)
- The Nature of the Beast, regia di Cecil M. Hepworth (1919)
- The Kinsman, regia di Henry Edwards (1919)
- Sunken Rocks, regia di Cecil M. Hepworth (1919)
- Possession, regia di Henry Edwards (1919)
- Sheba, regia di Cecil M. Hepworth (1919)
- The Forest on the Hill, regia di Cecil M. Hepworth (1919)
- The City of Beautiful Nonsense, regia di Henry Edwards (1919)

## 1920
- A Temporary Vagabond, regia di Henry Edwards (1920)
- Anna the Adventuress, regia di Cecil M. Hepworth (1920)
- Alf's Button, regia di Cecil M. Hepworth (1920)
- Aylwin, regia di Henry Edwards (1920)
- The Amazing Quest of Mr. Ernest Bliss, regia di Henry Edwards (1920)
- Helen of Four Gates, regia di Cecil M. Hepworth (1920)
- Once Aboard the Lugger, regia di Gerald Ames, Gaston Quiribet (1920)
- John Forrest Finds Himself, regia di Henry Edwards (1920)
- Mrs. Erricker's Reputation, regia di Cecil M. Hepworth (1920)
- Great Snakes, regia di Gerald Ames, Gaston Quiribet (1920)

## 1921
- Tit for Tat, regia di Henry Edwards (1921)
- The Lunatic at Large, regia di Henry Edwards (1921)
- The Tinted Venus, regia di Cecil M. Hepworth (1921)
- The Narrow Valley, regia di Cecil M. Hepworth (1921)
- Wild Heather, regia di Cecil M. Hepworth (1921)
- Dollars in Surrey, regia di George Dewhurst, Anson Dyer (1921)
- Tansy, regia di Cecil M. Hepworth (1921)
- Mr. Justice Raffles, regia di Gerald Ames, Gaston Quiribet (1921)
- The Bargain, regia di Henry Edwards (1921)

## 1922
- Simple Simon, regia di Henry Edwards (1922)
- Little Red Riding Hood, regia di Anson Dyer (1922)
- One Too Exciting Night, regia di Gaston Quiribet (1922)
- If Matches Struck, regia di Gaston Quiribet (1922)
- Do You Remember?, regia di Gaston Quiribet (1922)

## 1923
- Boden's Boy, regia di Henry Edwards (1923)
- The Pipes of Pan, regia di Cecil M. Hepworth (1923)
- Mist in the Valley, regia di Cecil M. Hepworth (1923)
- Lily of the Alley, regia di Henry Edwards (1923)
- Strangling Threads, regia di Cecil M. Hepworth (1923)
- The Naked Man, regia di Henry Edwards (1923)
- Comin' Thro the Rye, regia di Cecil M. Hepworth (1923)

## 1924
- Peeps Into Puzzleland, regia di Gaston Quiribet (1924)
- The World of Wonderful Reality, regia di Henry Edwards (1924)
- Film Favourites, regia di Cecil Hepworth (1924)
- The Death Ray, regia di Gaston Quiribet (1924)
- Which Switch? (1924)
- The Night of the Knight, regia di Gaston Quiribet (1924)
- The Fugitive Futurist, regia di Gaston Quiribet (1924)
- The Coveted Coat, regia di Gaston Quiribet (1924)
- The China Peril, regia di Gaston Quiribet (1924)
- Plots and Blots, regia di Gaston Quiribet (1924)
- Lizzie's Last Lap, regia di Gaston Quiribet (1924)
- Let's Paint, regia di Gaston Quiribet (1924)
- If a Picture Tells a Story, regia di Gaston Quiribet (1924)